# 淫らな青ちゃんは勉強ができない
『淫らな青ちゃんは勉強ができない』（みだらなあおちゃんはべんきょうができない）は、カワハラ恋による日本の漫画作品。『少年マガジンエッジ』（講談社）にて2015年11月号から2019年1月号まで連載された。その後、続編である『淫らな青ちゃんは勉強ができない オトナ編』が、同誌にて2019年2月号から2020年5月号まで連載された。

## あらすじ

### 淫らな青ちゃんは勉強ができない
女子高生の堀江青は、自身の名前が「青姦」に由来しており、その言葉の意味を正しく理解してからは自身の名前に絶望し、名付け親でもある父親を憎んでいる。そのため、大学進学後は父親からできるだけ遠く離れて一人暮らしをしたいと願っているが、父親は有名国立大学に進学することを条件に出したため青は遠い地方の国立大学に合格すべく、クラスでは女子も含めて誰ともつるまず青春を犠牲にする覚悟で勉強に取り組んできたのだった。
しかし、クラスメイトの木嶋拓海だけは何かと青に積極的に声をかけていた。青は官能小説家である父の影響で元々エロに関する知識だけは豊富だったため、「男は性欲の塊、野獣」という先入観から異性を毛嫌いしており、拓海のことも「リア充」と勝手に決めつけて特に毛嫌いしていたが、体育の授業のあと保健室で二人だけになった瞬間、青は拓海から告白され、それからというもの青は拓海のことが頭から離れなくなる。終いには勉強に身が入らなくなるほど拓海との卑猥な妄想を爆発させるようになり、気が付けば模試でAを取っていた志望校判定がEになるほど成績は急落する。何とか立て直そうとするも青と真剣交際しようとする拓海や、拓海を気に入り青との関係を推し進めようとする父親、拓海を狙う雅などの介入で妄想をさらに暴走させる日々を送ることとなる。
紆余曲折はありながらも、拓海から「正式に」交際の申し込みを受けた青はそれを受け入れ、二人はめでたく恋人同士となる。そして3年生となり、青は受験先の福岡の国立大学での推薦入試における面接で、面接官に対し、自ら進んで自身の名前の由来を言ったのであった。

### 淫らな青ちゃんは勉強ができない オトナ編
推薦入試に無事合格し、青は福岡で念願の一人暮らしを始めることに。拓海は青を追って福岡の専門学校に通うことになり、二人で同じマンション、しかも隣同士で暮らすことになった。
新生活早々に淫ら…と、高校生の頃と変わらず卑猥な妄想を爆発させる青。拓海の部屋で二人きり、そして…と思った瞬間、マンションの大家が現れる。実はその大家こそが何年も顔を合わせていなかった青の母親・志緒美であり、しかも青が通う大学の客員教授ともなったのであった。福岡で拓海とのラブラブな学生生活を目論んでいた青だったが、娘を心配する親バカな母親に翻弄される日々を送ることとなる。
果たして、青は念願の拓海とセックスできるのか…?

## 登場人物
声の項はテレビアニメ版の声優。
堀江 青（ほりえ あお）
声 - 和氣あず未
本作の主人公である女子高生。第1話時点で1年生。真面目な性格で常に勉強に励んでおり、周囲からは高嶺の花と認識されている巨乳（花咲曰く「Gカップ」）の美少女。名前は青姦にちなむが、言葉の本当の意味を知らずに自分の名前の由来を小学1年生の授業参観で堂々と発表してしまったことで、初めて本当の意味を知る。それからというものクラスメイトからは避けられるようになったことで人生を悲観視しており、名付け親の父親のことも憎むようになった。父親の影響で性知識は豊富に持ち合わせているものの、特に男性を「性欲の塊」と見なして交流を拒絶しており、恋愛経験は皆無。学校では女子も含めて誰ともつるんでおらず、クールに振舞っているが、テンパると噛んでしまう癖がある。
中学生の時の体育祭で父親が勝手に教師や同級生の父母らに自著を配りまくった姿を見て嫌な思いをしたため、自宅からできるだけ離れた高校に電車通学している。なお、作中では江ノ電が描かれている。
小学生の頃から「家を出たい」と強く思うようになり、そして家からできるだけ離れた有名国立大に合格して一人立ちするため、優秀な成績を維持していた。しかし、拓海に告白されてからは自分が淫らな行為をされる姿などを妄想するようになり、志望校判定も悪化するなど勉学に支障をきたすようになる。ただ、拓海が自ら童貞であることを告白してからは、ある程度余裕をもちながら接することが可能となり、紆余曲折を経て拓海と共に難関大を目指すこととなる（とは言え青自身も処女である）。
拓海のことが頭から離れられなくなったことで「木嶋のせいで勉強ができない」と、一度ハッキリと拓海をフってしまうが、結局は拓海が忘れられず、改めてお互いの気持ちを確認しあったことで、正式に交際の申し込みを受けたわけではないものの付き合いを続ける。ただ、推薦入試で学内推薦を得るため担任から海外留学を奨められたことで、2年生の夏休み期間中に海外留学することを決意する。そして日本を発つ直前、成田空港のロビーで拓海から「正式に」交際の申し込みを受け、拓海とは恋人同士となる。拓海にドン引きされたくない想いから中々父親の本当の職業を口に出せなかったが、受験前日に自身の名前の由来とともに思い切って告白。だが、拓海はあっさりと受け入れており、何回か青の自宅に邪魔していたこともあって花咲の職業も薄々気付いていたのだった。
受験前にストレスから暴飲暴食で一時的に激太りするも、拓海のサポートもあり、再び元の体型に戻る。
自宅に母親がいないため、料理などの家事は青が全てこなしている。また、自宅では普段着は着物であり、家事の際は割烹着姿である。
『オトナ編』からは、福岡の国立大学に通う女子大生。母親・志緒美が所有するマンションで拓海とともに暮らす。大学生になっても卑猥な妄想は相変わらずで、まともなデートはしたことないにもかかわらず、内心では拓海のカラダを求めているクズ（雅に言わせると『ドクズ』）になってしまっている。だが、いざ…となると、急に怖気づいてしまい、拓海を前にして「（拓海の）巨根が怖い」と言ってしまう（と言っても青の妄想で、『実物』は見たことがない）。実は、拓海以外の男嫌いは今も続いている。
木嶋 拓海（きじま たくみ）
声 - 寺島惇太
赤毛が特徴の青の同級生。交友関係が広く、青曰く読者モデルをやっているらしく青は勝手に「リア充キング」と称している。学校ではサッカー部に所属している。自宅はアパートで、母親が父親の転勤についていったため両親は不在で、美容師をしている姉・美月と二人暮らし。
実は入学式当日、式直前に校庭で転倒したはずみにコンタクトレンズを落として凹んでいた青と出会っている。自前のヘアメイクグッズでボサボサになっていた髪を直してあげたことで青に好意を抱き、同じクラスとなったが孤立気味だった彼女と積極的にコミュニケーションを取り続け、告白してからは正式な恋愛関係に至るために近づこうと努力する。拓海から言わせれば、青は「ツンデレ」「厄介」で面倒なところがあるのだが、それも含めて青のことが好き。
派手な外見に似合わず性格はピュアかつ真面目であり、実は童貞で女性経験は乏しい。青とは良い雰囲気になっても体を気づかい何も行動を起こさないことが多いが、青の部屋と学校の図書室で性行為をしかけたことがあった（いずれも邪魔が入って未遂に終わる）。2年生の夏休み前に青に正式に交際の申し込み、晴れて青とは恋人同士となる。ただ、3年生では青と別のクラスとなった。
『オトナ編』からは、福岡の3年制の美容系専門学校に通う専門学校生。青と離れたくないため、福岡の専門学校を青に内緒で東京で地方受験していたのだった。ただ、花咲には前もって相談していたこともあり、花咲の協力もあり青と同じマンションで、隣の部屋に住むことになった。志緒美の存在もあり、暫くは青とは『ピュア』な関係でいようとするが、花咲と食事した際に焼酎入り最中（アルコール度数1%未満）を食べて酔っぱらってしまい、その勢いで博多川の橋の上で「青とセックスしますーーーッ」と堂々と叫んでしまう（そしてバッタリ出くわした青と志緒美親子にも聞かれてしまう）。その志緒美に言わせると、若い頃の花咲に似ているらしい。
堀江花咲(お父さん)
声 - 津田健次郎
青の父親。親バカ。本名は不明。容姿はちんちくりんで、常に二頭身で描かれている。実は超難関大学であるT大学文学部卒のインテリであり、ペンネーム「堀江花咲」で知られる超売れっ子の官能小説家でもある。ほかにも、精力剤ドリンクや旅館のプロデュース、テレビアニメの脚本やオトナの英会話本（但し内容はエロっぽい）、「フローラル・ホリ」名義で恋愛指南書も執筆するなど、様々な分野で活躍している。そのため近所からは「快楽先生」と呼ばれ、家も「エロ御殿」と呼ばれている。拓海の存在を知ってからは拓海のことを気に入り、あの手この手で青との仲を推し進めようとする。拓海から福岡の専門学校に通うことを相談された際も大賛成し、新居をあっせんする。
『オトナ編』では、相変わらず親バカ全開で青の様子を見に時々お忍びで福岡に来ており、青と拓海のデートを実力で阻止しようとした志緒美に足止めをくらわせたりしている。
高校生の頃のエピソードでは、全国模試1位で成績優秀、そして既にこの頃から現役作家として活動しており、学内では「文学の王子様」と呼ばれていた。志緒美より背が高く、スリムなイケメン（もちろん髪の毛はフサフサ）として描かれている。
高岡 雅（たかおか みやび）
声 - 木村珠莉
青の小学生時代の同級生で、青らとは別の「S女」に通う女子高生。花咲が認めるほどの美少女で、学園祭のミスコンでも優勝した。幼いころから自己主張が激しい一方で、純情な一面ももつ。合コンにて無理やり連れてこられていた拓海と出会い、好きな女性（青）がいることを話す彼の馬鹿正直さに惚れ、青に手を引くよう伝える。その後、愛読するフローラル・ホリ（花咲）の本を参考に拓海を落とそうと手を尽くすが失敗。しかし諦めることなく、青と連絡先を交換し、青と拓海の関係に関わっていく（友達の少ない青にとって、唯一連絡先を知る女友達でもある）。長子で下に4人の弟と妹がいる。
実は作家志望で、自身の作品を矢部にこっそり見てもらったりしている。
『オトナ編』では、青から受けた相談メールの返信で青を『ドクズ』呼ばわりし、青と拓海の破局を願っているところから、まだ拓海は諦めていない様子。大学1年生の夏休みに花咲から招待を受けて、上原と米塚と三人で博多を訪れ青と拓海に再会する。
矢部 総一郎（やべ そういちろう）
声 - 近藤隆
花咲の担当編集者。花咲の大学の後輩でもあるため、高学歴。原稿を待つ目的でエロ御殿に泊まることも多いため、時々青の家庭教師も買って出ている。その関係で青とも既知の間柄であるが、（青が話さないのもあるが）拓海は青の父親の本当の職業を知らなかったこともあり、拓海からは始め警戒される。
上原 将生（うえはら まさき）
声 - 白井悠介
拓海の友人。青に一途な拓海とは対照的に女性関係は派手で、拓海を狙う雅を口説くなど軽い性格をしている。実は帰国子女で、英語は得意。
『オトナ編』では、大学1年生の夏休みに、雅と米塚とともに博多を訪問、青と拓海に再会する。
米塚 周平（よねづか しゅうへい）
声 - 深町寿成
拓海の友人。真面目な性格で、彼女持ち。
『オトナ編』では、高校1年生の時から付き合っていた彼女にフラれてしまったので、雅狙いに。同じく大学1年生の夏休みに、雅と上原とともに博多を訪問、青と拓海に再会する。
金子 碧（かねこ みどり）
雅の高校の文化祭を訪れた際に、青と拓海が出会ったS女の生徒で同級生。数学だけなら全国トップレベルの秀才。クールな雰囲気と、トップ93センチ・アンダー65センチという青を上回るHカップの巨乳が特徴。当初は拓海を狙っていると青に思われていたが、実は青を狙っており、一度青を襲うも断られる。
木嶋 美月（きじま みつき）
拓海の年の離れた姉（昼間から自宅で飲酒しているシーンがある）。美容師をしているため色々と顔が広く、ハロウィンではクラブを借り切って仮装パーティーを催したりしている。クールな印象だが弟思いの良き姉であり、弟には時折アドバイスをするほか、学校にヘアメイクグッズを持たせたりもしている（これもきっかけで拓海は青と接点ができた）。
堀江 志緒美（ほりえ しおみ）
『オトナ編』から登場。旧姓は瑞穂。青の母親であり、青同様に巨乳。青、拓海が住むマンションの大家でもある。本業は研究者（但し内容は不明）で、偶然?にも青が通う大学に客員教授として招かれ、勤務することに。自身も娘同様ゲスな妄想をして拓海を警戒しており、娘が『変な方向』に行かないか、犯罪まがいの盗聴やデートの妨害までして厳しく監視している（盗聴はのちに花咲が止めさせた）。
青が2歳の頃から自宅を留守がちとなり、主に海外で仕事を続けていたため、特に青が高校生となってからは全く帰宅しなくなった（『オトナ編』で初登場なのはそのため）。仕事の関係で長く家を空けていたため花咲とは夫婦別居の状態が続いているが、娘の福岡での生活のために二人でサポートするなど夫婦仲は良好。だが、結婚前に交際していた頃のエピソードを小説のネタにされたこともあって、花咲には辟易している面もある。花咲自身、志緒美に対してペンネームである「花咲」を名乗り、自身も花咲のことは「花咲さん」と呼ぶ。青に対しては、幼い頃から「男は野獣」と言い聞かせた一方で、「アオカンはいいもの」とも言い聞かせた青姦肯定派である。
長く家を空けていたこともあり、娘を想って海外での仕事を一区切りして帰国。そして福岡で一人暮らしをする青のために、福岡でマンションを一棟買いしてオーナーになってしまう（但し拓海の前では、マンションのオーナーになったのは「たまたま、偶然」などとムキになって否定）。そんな姿を見た拓海の志緒美に対する印象は、「青に似て、ツンデレ、厄介」な性格。
夫である花咲とは、同じ高校の先輩・後輩の間柄（花咲が3年生、志緒美が2年生か1年生）。学年1位で成績優秀であったが、花咲に告白され、「断ったらかわいそうだから」と交際し出して（単なるツンデレ）から、成績が急降下してしまう。この頃から花咲には「（他人には言えない）色んなこと」をされて、そしてその後も何回も小説のネタ元にもされた。
田畑 結衣（たばた ゆい）
『オトナ編』から登場。青が通う大学の同級生で、美人でギャルっぽい印象のため、目立つ存在。入学式の直後、志緒美に絡まれて困っていた青に助け舟を出したことで知り合い、その後青とは友達となる。
気に入らないことがあれば相手が誰であれ口にするタイプで、見た目とは裏腹に気が強い。青を誘って参加したサークルの新人歓迎コンパの席でも、他の大学の先輩の男子学生に対して堂々と終いにはケンカ腰になりながら意見して張り合った。
ただ、自身に近寄ってくる男はカラダ目当てのクズばかりと青に愚痴っており、男運はあまり無さげ。

## 書誌情報
- カワハラ恋 『淫らな青ちゃんは勉強ができない』 講談社〈マガジンエッジKC〉、全8巻
  1. 2016年6月17日発売[5]、ISBN 978-4-06-391015-5
  2. 2016年11月17日発売[6]、ISBN 978-4-06-391039-1
  3. 2017年3月17日発売[7]、ISBN 978-4-06-391062-9
  4. 2017年7月14日発売[8]、ISBN 978-4-06-391073-5
  5. 2017年11月16日発売[9]、ISBN 978-4-06-510462-0
  6. 2018年4月17日発売[10]、ISBN 978-4-06-511476-6
  7. 2018年9月14日発売[11]、ISBN 978-4-06-512895-4
  8. 2019年1月17日発売[12]、ISBN 978-4-06-514351-3
- カワハラ恋 『淫らな青ちゃんは勉強ができない オトナ編』 講談社〈マガジンエッジKC〉、全3巻
  1. 2019年5月17日発売[13]、ISBN 978-4-06-515755-8
  2. 2019年10月17日発売[14]、ISBN 978-4-06-517404-3
  3. 2020年5月13日発売[15]、ISBN 978-4-06-519496-6

## テレビアニメ
『みだらな青ちゃんは勉強ができない』のタイトルで、2019年4月より6月まで毎日放送『アニメイズム』B1枠ほかにて放送された。
原作のLesson20までをアニメ化。ただ、原作と比べ、エピソードの入れ替えがあるほか、セリフも含めて露骨な性的表現は極力抑えられている。

### スタッフ
- 原作 - カワハラ恋[3]
- 企画 - 村中悠介
- 監督 - 井上圭介[3]
- シリーズ構成・脚本 - 横手美智子[3]
- キャラクターデザイン・総作画監督 - 大島美和[3]
- プロップデザイン - 直木祥子
- 美術監督 - 三宅昌和[17]
- 美術設定 - 三宅早織
- 色彩設計 - 吉田隼人[17]
- 撮影監督 - 佐藤敦[17]
- 3D監督 - 北村浩久[17]
- 編集 - 滝川三智[17]
- 音響監督 - 亀山俊樹[17]
- 音響制作 - グルーヴ[17]
- 音楽 - 堤博明[17]
- 音楽制作 - DMM music
- 音楽プロデューサー - 藤江将希、三上政高
- プロデューサー - 篠田里奈、古川慎、青井宏之
- アニメーションプロデューサー - 金子逸人、清水優人
- アニメーション制作 - SILVER LINK.[3]
- 製作 - みだらな青ちゃん製作委員会

### 主題歌
「WONDERFUL WONDER」
エドガー・サリヴァンによるオープニングテーマ。作詞・作曲は佐々木萌、編曲は佐々木萌、Soma Genda。
「恋はミラクル」
スピラ・スピカによるエンディングテーマ。作詞は幹葉、寺西裕二、作曲は寺西裕二、編曲は重永亮介。

### 各話リスト
| 話数 | サブタイトル                       | 絵コンテ       | 演出           | 作画監督                                     |
| ---- | ---------------------------------- | -------------- | -------------- | -------------------------------------------- |
| #01  | 青ちゃんは青春ができない           | 井上圭介       | 井上圭介       | 寿夢龍 船越麻友美                            |
| #02  | 青ちゃんは上手に断れない           | 井上圭介       | 井上圭介       | 寿夢龍 船越麻友美 門木祐介                   |
| #03  | 青ちゃんは下半身が守れない         | ほりうちゆうや | ほりうちゆうや | 寿夢龍 永井里奈                              |
| #04  | 雅ちゃんは負けたくない             | ほりうちゆうや | ほりうちゆうや | 古谷梨絵 秋田英人 たかはし隆子 前原薫 高妻匠 |
| #05  | 青ちゃんは童貞を導けない           | 湊未來         | 榎本守         | 森悦史 寿夢龍 長川薫 たかはし隆子            |
| #06  | 木嶋くんはもう待てない             | 湊未來         | 伊部勇志       | 今田茜 水﨑健太 古谷梨絵                     |
| #07  | 青ちゃんは海でもかまわない         | 伊部勇志       | 伊部勇志       | 寿夢龍 船越麻友美 久松沙紀                   |
| #08  | 木嶋くんは精力が足りない           | 井上圭介       | 榎本守         | 船越麻友美 古谷梨絵                          |
| #09  | 青ちゃんは妄想じゃ足りない         | ほりうちゆうや | ほりうちゆうや | 寿夢龍 船越麻友美 水﨑健太                   |
| #10  | お父さんは応援できない             | ほりうちゆうや | ほりうちゆうや | 森本明慧 久松沙紀 水﨑健太 古谷梨絵 寿夢龍   |
| #11  | 青ちゃんはツルツルパンツがはけない | 湊未来         | 伊部勇志       | 寿夢龍 水﨑健太 船越麻友美                   |
| #12  | 青ちゃんは勉強ができない           | 井上圭介       | 井上圭介       | 今田茜 水﨑健太 寿夢龍 船越麻友美 古谷梨絵   |

### 放送局
| 放送期間                                                                                | 放送時間                     | 放送局     | 対象地域   | 備考                      |
| --------------------------------------------------------------------------------------- | ---------------------------- | ---------- | ---------- | ------------------------- |
| 2019年4月6日 - 6月22日                                                                  | 土曜 2:10 - 2:25（金曜深夜） | 毎日放送   | 近畿広域圏 | 製作局                    |
|                                                                                         |                              | TBSテレビ  | 関東広域圏 |                           |
| 2019年4月7日 - 6月23日                                                                  | 日曜 1:15 - 1:30（土曜深夜） | BS-TBS     | 日本全域   | BS/BS4K放送               |
| 2019年4月8日 - 6月24日                                                                  | 月曜 23:15 - 23:30           | AT-X       | 日本全域   | CS放送 / リピート放送あり |
| 2019年4月19日 - 7月5日                                                                  | 金曜 1:51 - 2:06（木曜深夜） | あいテレビ | 愛媛県     |                           |
| 毎日放送、TBSテレビ、BS-TBSでは『アニメイズム』B1枠で、全局『川柳少女』とのセット放送。 |                              |            |            |                           |

| 配信開始日    | 配信時間                                              | 配信サイト |
| ------------- | ----------------------------------------------------- | --- |
| 2019年4月6日  | 土曜 12:00 更新                                       | dアニメストア |
| 2019年4月7日  | 日曜 12:00 更新                                       | AbemaTV U-NEXT アニメ放題 FOD ひかりTV あにてれ DMM.com ニコニコチャンネル Amazonプライム・ビデオ ビデオマーケット music.jp Rakuten TV MBS動画イズム |
|               | 日曜 12:00 更新（第1話） 水曜 12:00 更新（第2話以降） | TVer |
| 2019年4月10日 | 水曜 12:00 更新                                       | GYAO! |
| 2019年4月24日 |                                                       | GYAO!ストア |

### 映像ソフト
ディスクレス商品「PlayPic」として発売。DVDはレンタルのみリリース。
| 巻 | 発売日        | 収録話         | 規格品番  |
| -- | ------------- | -------------- | --------- |
| 上 | 2019年6月28日 | 第1話 - 第6話  | DMPDA-013 |
| 下 | 2019年7月26日 | 第7話 - 第12話 | DMPDA-014 |

| 毎日放送 アニメイズム B1 | 毎日放送 アニメイズム B1                    | 毎日放送 アニメイズム B1 |
| 前番組                   | 番組名                                      | 次番組                   |
| ------------------------ | ------------------------------------------- | ------------------------ |
| ドメスティックな彼女     | 川柳少女 / みだらな青ちゃんは勉強ができない | グランベルム             |